# Zöblen
Zöblen ist eine Gemeinde mit 245 Einwohnern (Stand 1. Jänner 2024) im Bezirk Reutte in Tirol (Österreich).

## Geographie

### Lage
Die kleinste Gemeinde im Tannheimer Tal, das von der Vils durchflossen wird, bildet ein eng bebautes Haufendorf auf einem Schwemmkegel auf der Nordseite des Tals. An der Nordseite des Ortes liegen weitere Gehöfte an Bergwiesen mit landwirtschaftlicher Nutzung. Im Nahbereich von Tannheim gelegen, konnte sich ein bescheidener Tourismus entwickeln.

### Gemeindegliederung
Zöblen besteht aus einer einzigen, gleichnamigen Katastralgemeinde und Ortschaft:
| Katastralgemeinden | Ortschaften in der Gemeinde                             |
| ------------------ | ------------------------------------------------------- |
| Zöblen (8,77 km²)  | Zöblen (D) Katzensteig (D) Oberhalde (W) Unterhalde (R) |
| Legende            |                                                         |

| In der Spalte Katastralgemeinden sind sämtliche Katastralgemeinden einer Gemeinde angeführt. In der Klammer ist die jeweilige Fläche in km² angegeben. |
| In der Spalte Ortschaften sind sämtliche von der Statistik Austria erfassten Siedlungen, die auch eine eigene Ortschaftskennziffer aufweisen, angeführt. In der Hierarchieebene derselben Spalte, rechts eingerückt, werden nur Ansiedlungen, die mindestens aus mehreren Häusern bestehen, dargestellt. Die wichtigsten der verwendeten Abkürzungen sind: - M = Hauptort der Gemeinde - Stt = Stadtteil - R = Rotte - W = Weiler - D = Dorf - ZH = Zerstreute Häuser - Sdlg = Siedlung - Hgr = Häusergruppe - E = Einzelgehöft (nur wenn sie eine eigene Ortschaftskennziffer haben) Die komplette Liste der Statistik Austria ist in: Topographische Siedlungskennzeichnung nach STAT Zu beachten ist, dass manche Orte unterschiedliche Schreibweisen haben können. So können sich Katastralgemeinden anders schreiben als gleichnamige Ortschaften bzw. Gemeinden. Quelle: Statistik Austria – |

### Nachbargemeinden
| Schattwald                                   |                                             | Pfronten (Landkreis Ostallgäu, Bayern) |
| Bad Hindelang (Landkreis Oberallgäu, Bayern) | Kompassrose, die auf Nachbargemeinden zeigt |                                        |
|                                              |                                             | Tannheim                               |

## Geschichte
Ursprünglich war Zöblen im 14. Jahrhundert eine Rodsiedlung. Urkundlich wurde der Ort erstmals im Jahr 1399 als Gut Zobel erwähnt. Bereits im Jahr 1427 wohnten 42 Einwohner auf sechs Familien. 1835 wurde Zöblen zur eigenständigen Gemeinde erhoben und gehörte früher als Ortsteil der Gemeinde Tannheim.
Der Name Zöblen kommt von der weiblichen Form des Familiennamens Zobl = Zöblin (weibl.), einem Namen, der im Tannheimer Tal immer noch häufig ist.

### Bevölkerungsentwicklung

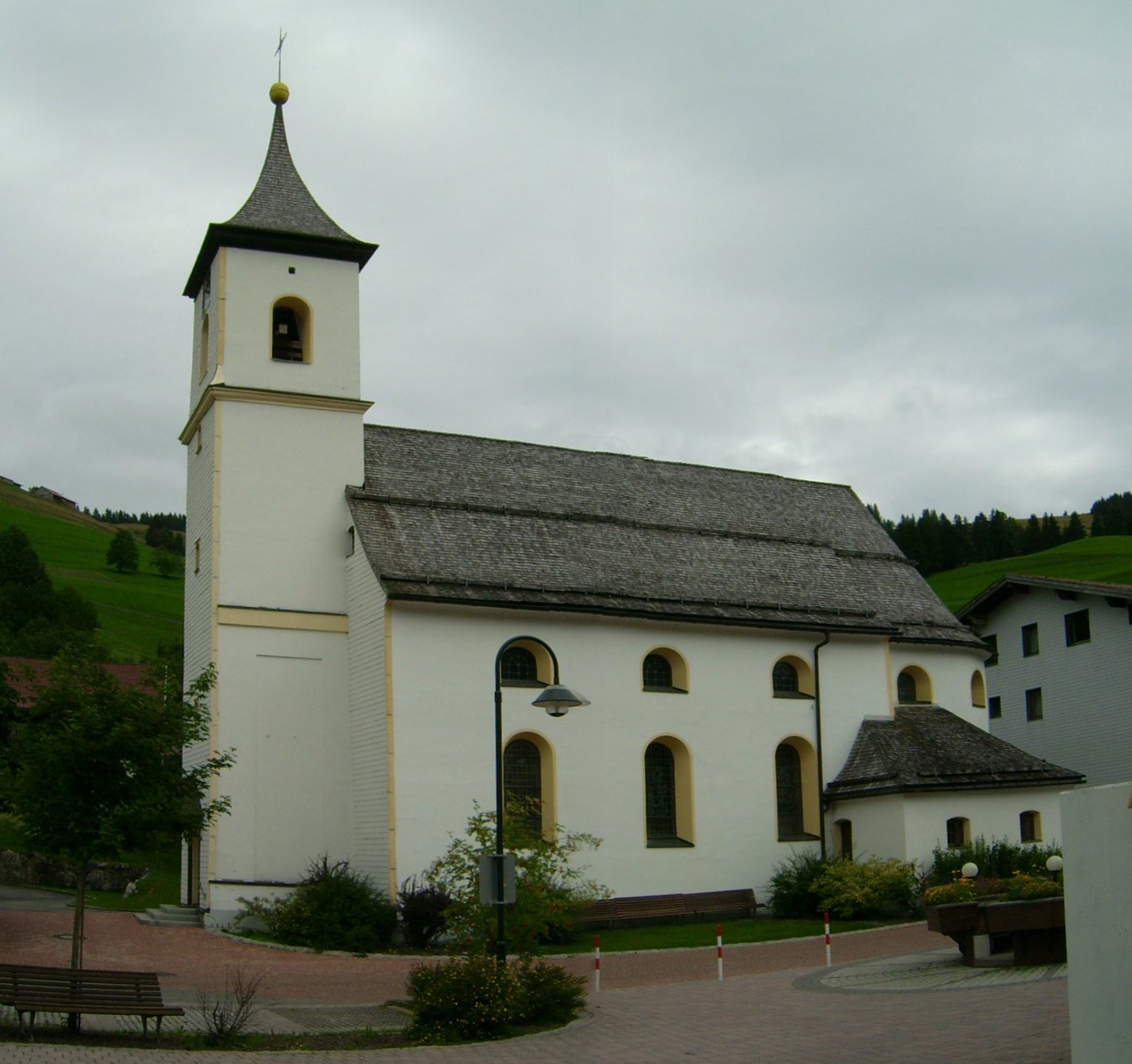
Expositurkirche hl. Josef

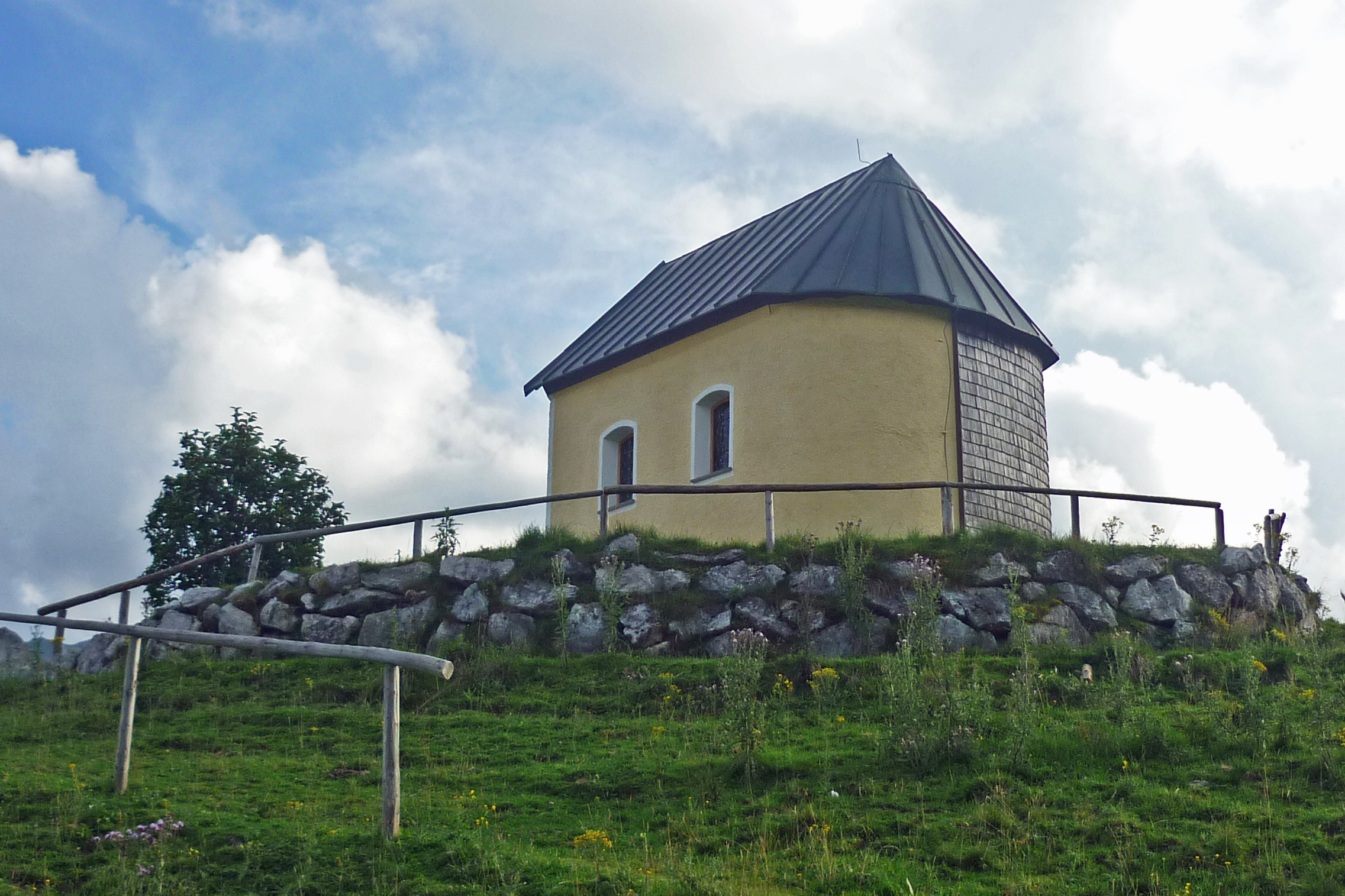
Haldenkapelle (Rochuskapelle)

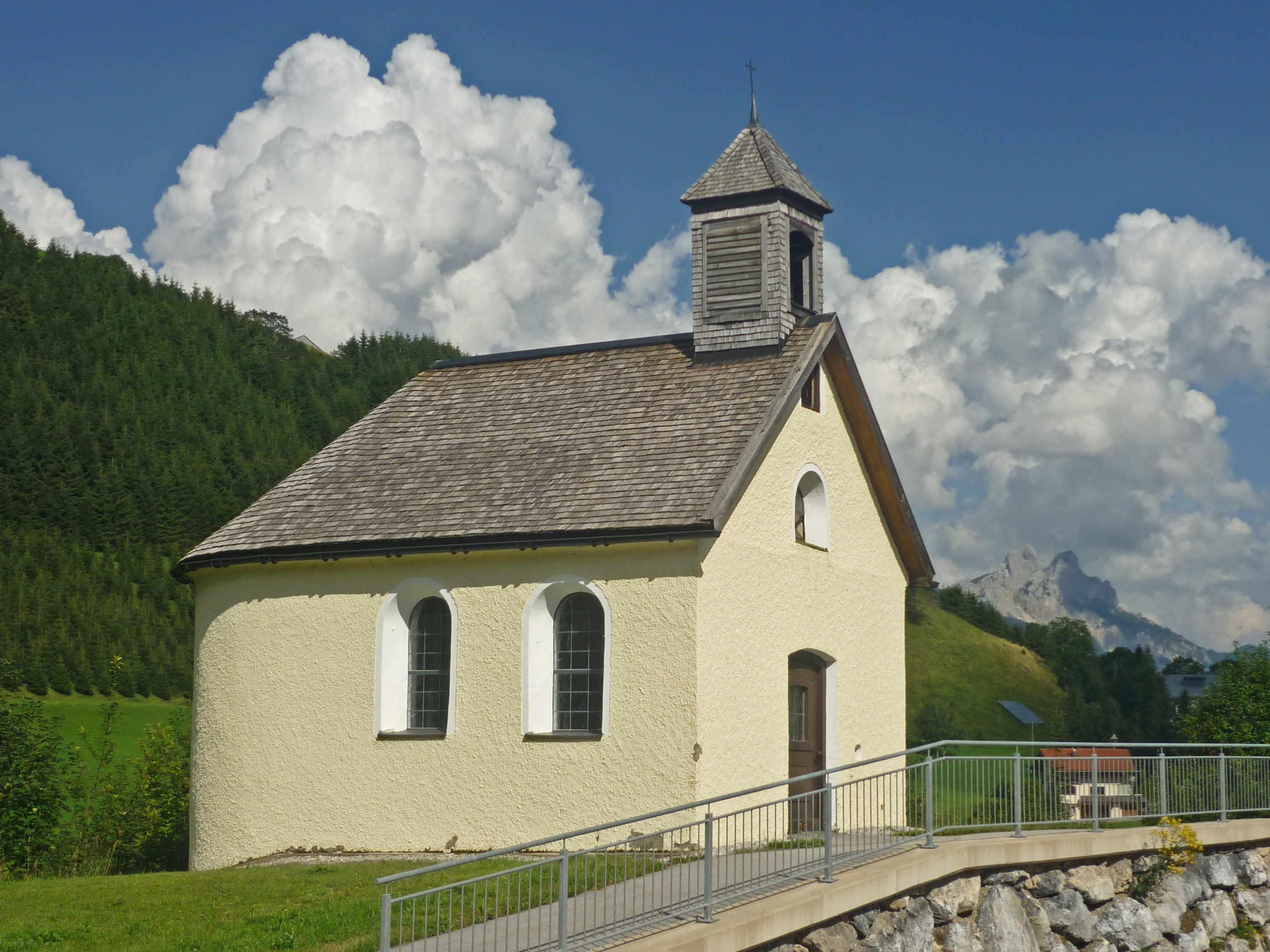
Lourdes-Kapelle

| Zöblen: Einwohnerzahlen von 1869 bis 2024           | Zöblen: Einwohnerzahlen von 1869 bis 2024 | Zöblen: Einwohnerzahlen von 1869 bis 2024 | Zöblen: Einwohnerzahlen von 1869 bis 2024 | Zöblen: Einwohnerzahlen von 1869 bis 2024 |
| --------------------------------------------------- | ----------------------------------------- | ----------------------------------------- | ----------------------------------------- | ----------------------------------------- |
| Jahr                                                |                                           |                                           |                                           | Einwohner                                 |
| 1869                                                | 1869                                      |                                           | 166                                       | 166                                       |
| 1880                                                | 1880                                      |                                           | 172                                       | 172                                       |
| 1890                                                | 1890                                      |                                           | 183                                       | 183                                       |
| 1900                                                | 1900                                      |                                           | 168                                       | 168                                       |
| 1910                                                | 1910                                      |                                           | 166                                       | 166                                       |
| 1923                                                | 1923                                      |                                           | 157                                       | 157                                       |
| 1934                                                | 1934                                      |                                           | 177                                       | 177                                       |
| 1939                                                | 1939                                      |                                           | 159                                       | 159                                       |
| 1951                                                | 1951                                      |                                           | 194                                       | 194                                       |
| 1961                                                | 1961                                      |                                           | 179                                       | 179                                       |
| 1971                                                | 1971                                      |                                           | 192                                       | 192                                       |
| 1981                                                | 1981                                      |                                           | 213                                       | 213                                       |
| 1991                                                | 1991                                      |                                           | 222                                       | 222                                       |
| 2001                                                | 2001                                      |                                           | 243                                       | 243                                       |
| 2011                                                | 2011                                      |                                           | 234                                       | 234                                       |
| 2021                                                | 2021                                      |                                           | 240                                       | 240                                       |
| 2024                                                | 2024                                      |                                           | 245                                       | 245                                       |
| Quelle(n): Statistik Austria, Gebietsstand 1.1.2021 |                                           |                                           |                                           |                                           |

## Kultur und Sehenswürdigkeiten
- Expositurkirche Zöblen
- Lourdes-Kapelle
- Haldenkapelle (Rochuskapelle)

## Wirtschaft und Infrastruktur
Die wirtschaftliche Triebkraft der Gemeinde ist der Tourismus, daneben gibt es Handel, Gewerbe und Landwirtschaft.

### Arbeitsplätze
Von den rund fünfzig Arbeitsplätzen in der Gemeinde entfallen ein Viertel auf die Landwirtschaft, vier auf den Produktionssektor und zwei Drittel auf Dienstleistungen. Der größte Arbeitgeber im Dienstleistungssektor ist der Bereich Beherbergung und Gastronomie. Das Gasthaus Morent ist das kleinste 2-Haubenlokal in Tirol und seit 2017 Kulinarisches Erbe von Österreich  (Stand 2011). Rund sechzig Prozent der in Zöblen lebenden Erwerbstätigen pendeln aus.

### Fremdenverkehr
Die Anzahl der Nächtigungen stieg von 35.000 im Jahr 2010 auf 50.000 im Jahr 2019. Von diesen 50.000 Übernachtungen stammen 49.000 von Gästen aus dem Ausland. Zöblen ist eine typische Gemeinde mit Sommer- und Wintersaison. Die Spitzen liegen in den Monaten Februar und August, kaum Gäste kommen im April und im November.

### Verkehr
Die beiden Straßen sind mit der Tannheimer Straße (B 199), welche vom Weißenbach am Lech weiter zur deutschen Grenze mit der Bundesstraße 308 führt, angeschlossen.

## Politik

### Gemeinderat
| Partei               | 2010  | 2010    | 2016  | 2016    | 2022  | 2022    |
| Partei               | %     | Mandate | %     | Mandate | %     | Mandate |
| -------------------- | ----- | ------- | ----- | ------- | ----- | ------- |
| Für Zöblen aktiv     | 43,35 |         | 58,10 | 6       | 47,03 | 5       |
| Gemeinsam für Zöblen | 56,65 |         | 41,90 | 5       | 52,97 | 6       |

### Bürgermeister
Bürgermeister von Zöblen ist Werner Gehring.

### Wappen
Blasonierung: In silbernem Schild im Dreipass laufende schwarze Zobel.
Die Farben der Gemeindefahne sind Schwarz-Weiß.
In dem am 20. Oktober 1987 verliehene Wappen stehen die Steinmarder (Zobl) für den Gemeindenamen.

## Persönlichkeiten
- Der aus Zöblen stammende Professor Franz Xaver Schedle gründete mit Kommilitonen im Jahre 1864 die erste CV-Verbindung auf österreichischem Boden, die AV Austria in Innsbruck. An seinem von Verwandten bewohnten Haus zeugt eine Gedenktafel davon.
- Walter Besler (* 4. Januar 1929; † 28. August 2020) in Zöblen geborener Lehrer, Geologe und Hochschullehrer, Träger des Großen Ehrenzeichens für Verdienste um die Republik Österreich.